# كاتدرائية القديس ميخائيل (ألاسكا)
كاتدرائية سانت مايكل هي كاتدرائية الكنيسة الأرثوذكسية في أمريكا أبرشية ألاسكا، في لنكولن، بنيت في القرن 19، كان تحت سيطرة روسيا في أمريكا الشمالية، وكانت أول كاتدرائية أرثوذكسية بنيت في العالم الجديد. وبعد عام 1872، جاء الكاتدرائية تحت سيطرة مقر أبرشية ألاسكا. فقد كان معْلَمًا تاريخيا وطنيا منذ عام 1962، لفتا للانتباه معرضا للنفوذ الروسي في أمريكا الشمالية.
دمر حريق عرضي الكاتدرائية أثناء ليلة 2 يناير 1966، ولكن أعيد بناء الكاتدرائية في وقت لاحق. تمتاز بالقباب الخضراء والمبنى الجديد والصلبان الذهبية التي هي معلم بارز من سيتكا.